# Dialetti sabellici

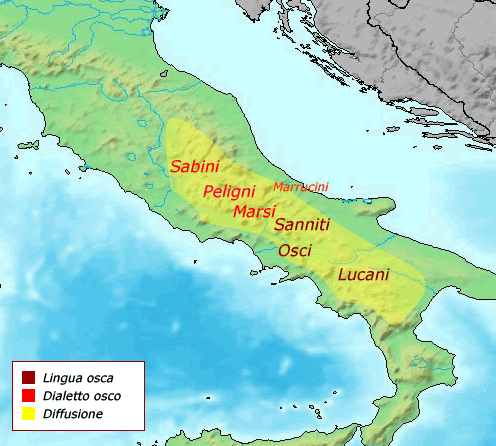
Diffusione della lingua osca, circa V secolo a.C.

I dialetti sabellici erano un insieme di dialetti appartenenti alla famiglia osco-umbra ma distinti dalle lingue più note e attestate del gruppo, l'osco e l'umbro. Erano idiomi indoeuropei e di essi rimangono scarse testimonianze, risalenti alla seconda metà del I millennio a.C..

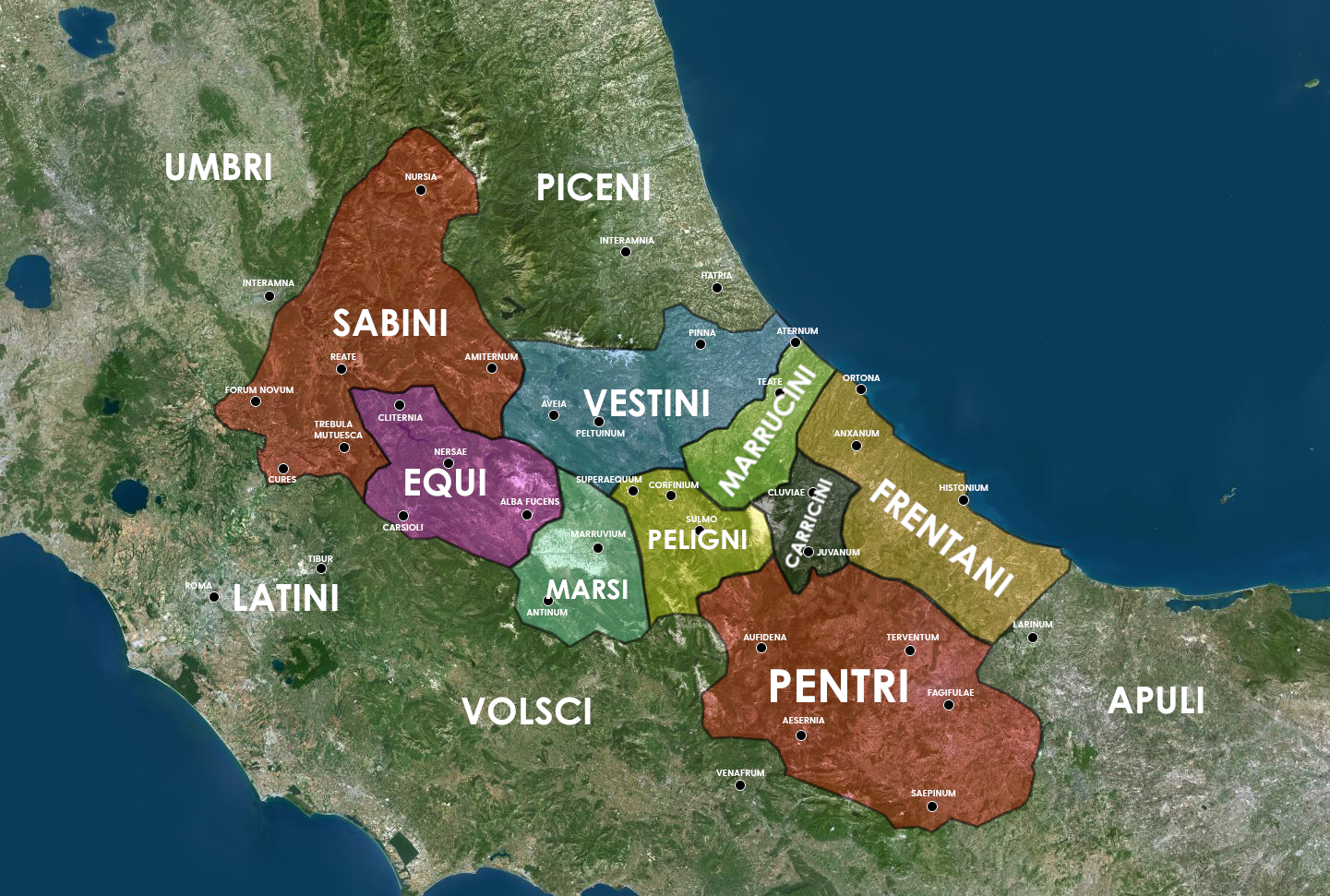
I popoli osco-umbri stanziati nella Regio IV, compresi gran parte dei sabellici.

Tra i dialetti sabellici si contano:
- quelli considerati più vicini all'osco:
  - il dialetto marrucino;
  - il dialetto peligno;
  - il dialetto sabino;
- quelli considerati più vicini all'umbro:
  - il dialetto marso;
  - il dialetto piceno;
  - il dialetto volsco;
- quelli dalla categorizzazione dialettale incerta, a causa dell'esiguità delle testimonianze:
  - il dialetto vestino;
  - il dialetto equo;
  - il dialetto ernico.